# Szent Sebestyén a pestissel sújtottakért könyörög
A Szent Sebestyén a pestissel sújtottakért könyörög Josse Lieferinxe festménye, amely a baltimore-i The Walters Art Museum gyűjteményének része.
A francia Josse Lieferinxe 1493 és 1505 között volt aktív, ez a festménye 1497 és 1499 között készült fatáblára. A művész 1497-ben állapodott meg a Szent Sebestyénről elnevezett laikus közösséggel, hogy megfesti a marseille-i, azóta megsemmisült Notre-Dame-des-Accoules templom oltárképeit. Ezek közül több fennmaradt, a baltimore-in kívül hat a Philadelphia Museum of Artban, egy a római Museo di Palazo Veneziában, egy pedig a szentpétervári Ermitázsban van.
A középkorban a pestissel sújtott települések lakói gyakran könyörögtek Szent Sebestyénhez, hogy járjon közben az Úrnál a betegség elmúlásáért. Az oltárkép egy 7. századi paviai esetet dolgoz fel. Mivel Lieferinxe nem járt Itáliában, az épületeket az Avignonban látottakról mintázta.
A festmény előterében egy temetés látható: a pestisben elhunyt ember vászonba tekert holttestét éppen a sírgödörbe helyezik, miközben az egyik temetőszolga, szintén a betegségtől sújtva, összeesik. A városkapun egy szekér hajt ki, rajta holttestek. Az égben a nyilaktól sebzett Szent Sebestyén az Úrnak könyörög kegyelemért a földieknek, alattuk egy angyal és egy démon csatázik.